# Képviselőház (Líbia)
A Képviselőház (arabul: مجلس النواب) Líbia törvényhozása. A 2014 óta tartó polgárháború folyamán az ország keleti felében, Tobrukban működő kormány mögött áll.

## Létrehozása
A Képviselőház a 2014. június 25-ei választások révén került hatalomra, az Általános Nemzeti Kongresszus helyett. A választáson csak 18% volt a részvételi arány, szemben a Kadhafi uralma utáni első, 2012 júliusában tartott választás 60%-os részvételi arányával. Sok helyen egyáltalán nem mentek szavazni, biztonsági okokból.
A Képviselőház elnöke Aguila Szaleh Issza. Az alelnökök Imhemed Saib és Ahmed Huma. A Képviselőházhoz kapcsolódó végrehajtó testület az Abdullah al-Thani vezette, al-bajdai székhelyű ideiglenes kormány.
A tripoli székhelyű Legfelsőbb Alkotmánybíróság 2014 november 6-án kimondta, hogy a júniusi választás érvénytelen volt, és a Képviselőházat fel kell oszlatni. A Képviselőház ezt elutatsította, mondván, hogy a bíróság fegyveres fenyegetés hatására döntött.
2014 végén Tripoliban létrehoztak egy rivális parlamentet, Új Általános Nemzeti Kongresszus néven. A Képviselőház nem ismerte el az Új Általános Nemzeti Kongresszust, és 2015 október 6-án 1 131 fős ház 112 tagjaának szavazatával meghosszabbította a maga mandátumot október 20-án túl, mivel új választást nem tudtak tartani.

## Fordítás
Ez a szócikk részben vagy egészben  a   House of Representatives (Libya) című angol Wikipédia-szócikk ezen változatának fordításán alapul.  Az eredeti cikk szerkesztőit annak laptörténete sorolja fel. Ez a jelzés csupán a megfogalmazás eredetét és a szerzői jogokat jelzi, nem szolgál a cikkben szereplő információk forrásmegjelöléseként.